# 日喀则站
日喀则站（藏語：གཞིས་ཀ་རྩེ་འབབ་ཚུགས་，威利转写：gzhis ka rtse 'bab tshugs）是西藏自治区日喀则市一座铁路车站。车站位于桑珠孜区甲措雄乡占都村，是拉日铁路的终点站。车站于2014年8月16日建成通车，现时有一班前往拉萨的固定列车Z8802次（原K9822次），另有兩班动车组列车，分別前往拉萨及林芝。

## 车站结构

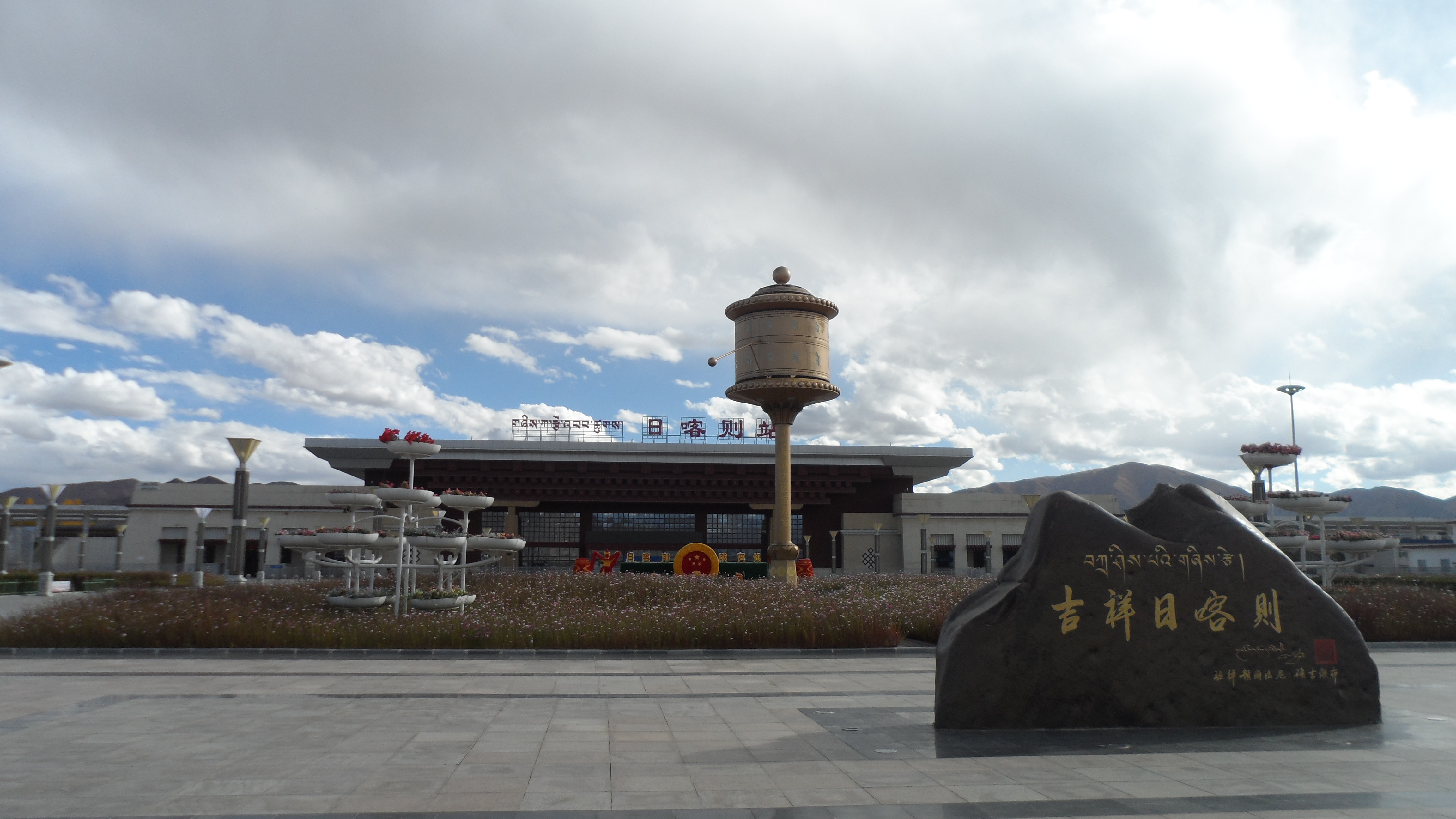
日喀则站車站廣場

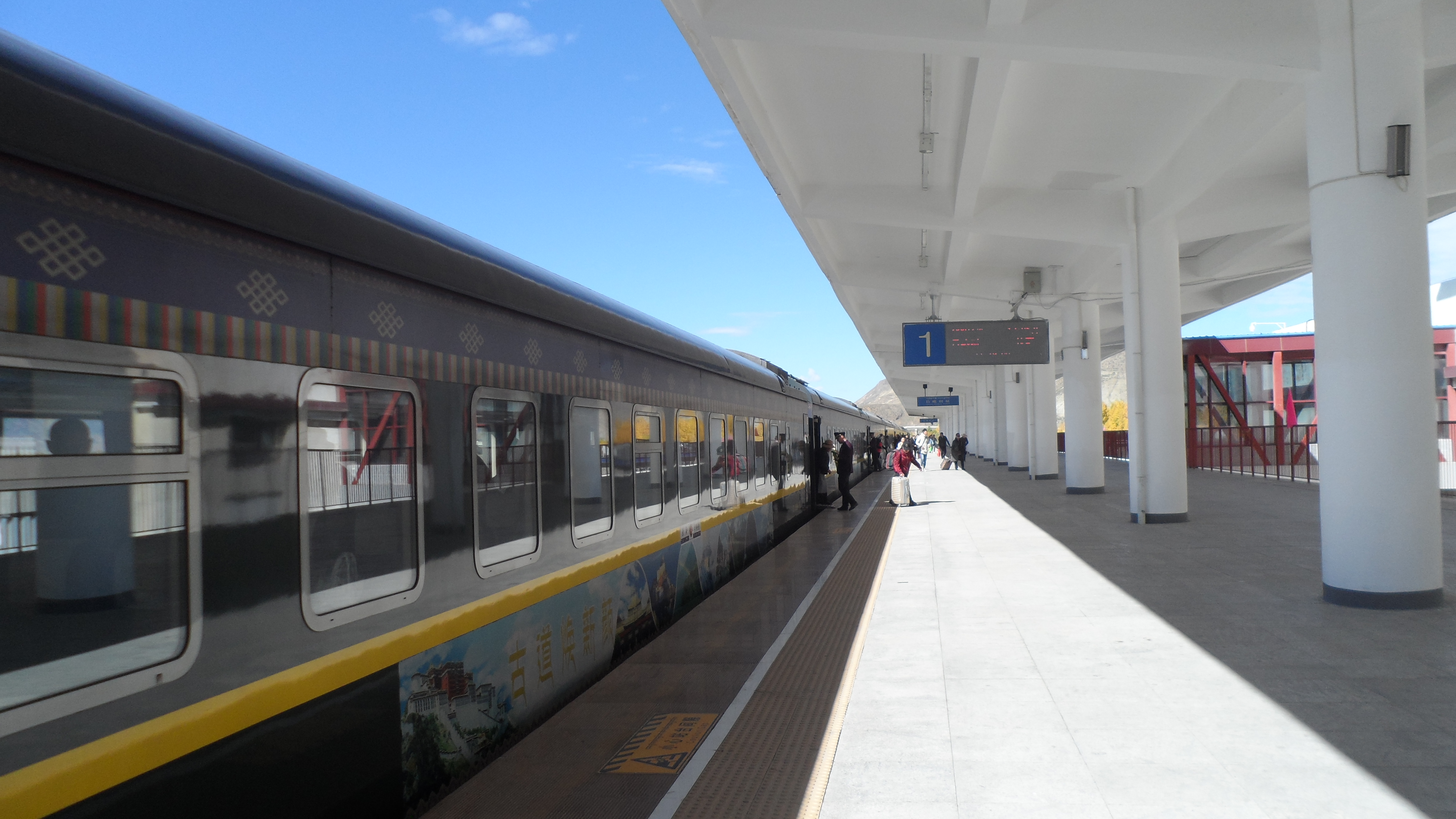
日喀则站1號站台

### 站房
日喀则站站房为拉日铁路新建车站中规模最大的一座，分为上下两层，可容纳300人候车。

### 站场
日喀则站设有到发线5条，基本站台1座，中间站台2座，进出站地道各1座，占地面积235亩。
| 站房     | 进站口、售票、候车、检票口    |
| 侧式站台 |                               |
| 1站台    | 拉日铁路 往拉萨方向（卡堆站） |
| 2站台    | 拉日铁路 往拉萨方向（卡堆站） |
| 島式站台 |                               |
| 3站台    | 拉日铁路 往拉萨方向（卡堆站） |
| 4站台    | 拉日铁路 往拉萨方向（卡堆站） |
| 侧式站台 |                               |
| 5站台    | 拉日铁路 往拉萨方向（卡堆站） |
| 正线     | 拉日铁路列车                  |